# Gorysławice
Gorysławice – wieś w Polsce położona w województwie świętokrzyskim, w powiecie buskim, w gminie Wiślica.
W latach 1975–1998 miejscowość administracyjnie należała do województwa kieleckiego.
Przez wieś przechodzi  niebieski szlak turystyczny z Pińczowa do Wiślicy oraz Małopolska Droga św. Jakuba z Sandomierza do Krakowa.

## Historia
Dawniej Gorysławice były przedmieściem Wiślicy, znajdującym się pod Bramą Buską miasta. Przebiegał tędy gościniec prowadzący do Buska i Stopnicy.
W dokumentach nazywane także „Gorezlavice”, w wieku XIX wieś w powiecie pińczowskim parafii Wiślica.
Według dokumentu z r. 1198 niejaki „Bugivoy” dał Gorysławice klasztorowi miechowskiemu (Kodeks Wlkp, 34, 2020). W dokumencie z r. 1308 występują już jako własność klasztoru sulejowskiego.

## Zabytki
- Gotycki kościół pw. św. Wawrzyńca, wpisany do rejestru zabytków nieruchomych (nr rej.: A.81 z 15.01.1957 i z 22.06.1967)[9],
- Kapliczka z 1920 roku

## Przypisy

Półpanorama centrum wsi, 7 lipca 2018 r.

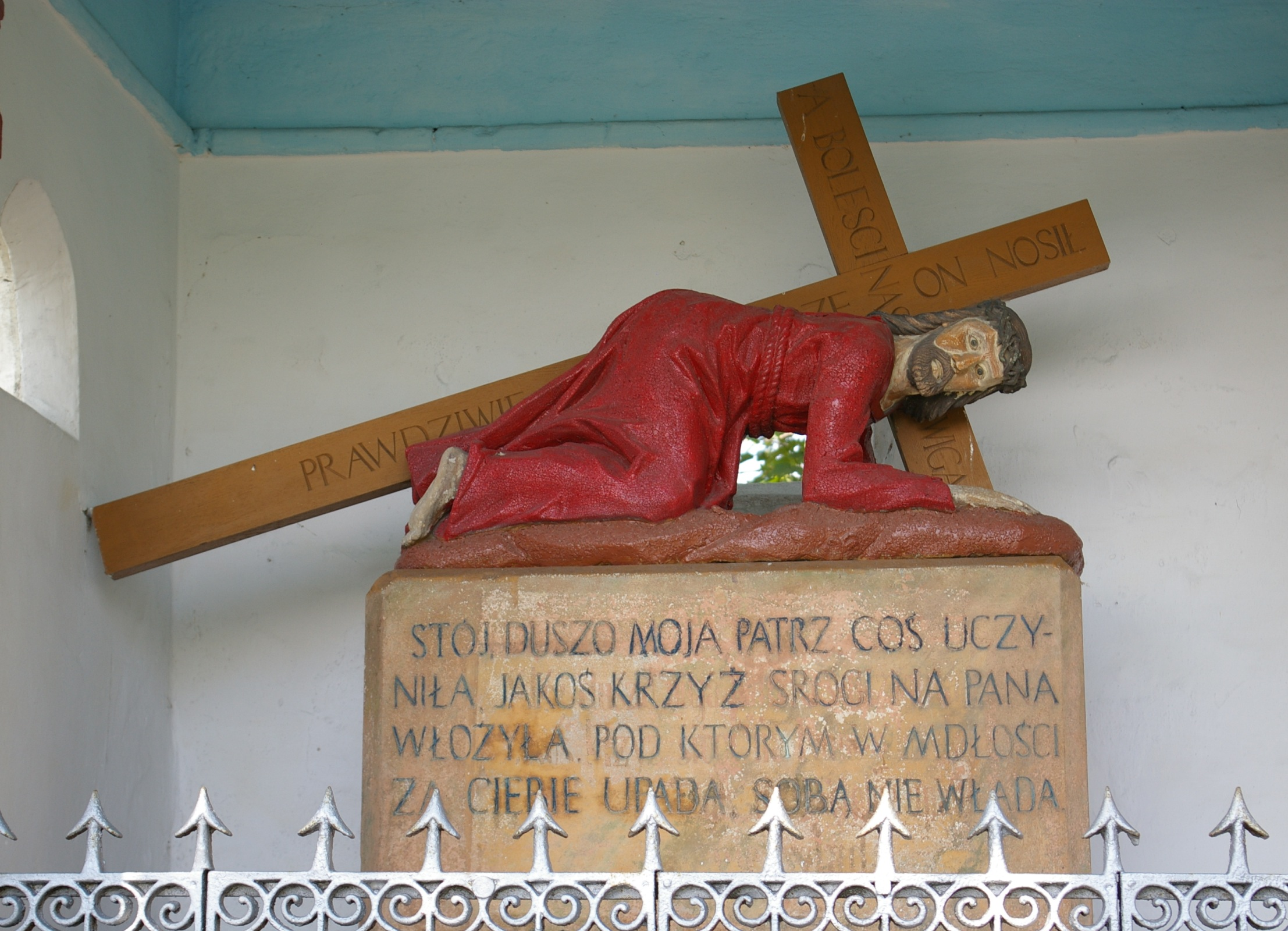
Kaplica w Gorysławicach